# Isleta Pueblo, Novi Meksiko
Isleta Pueblo je neuključeno područje u okrugu Bernalillu u američkoj saveznoj državi Novom Meksiku. Druga imena su Alameda la Isleta, Ana To Ho, Chiwetha, Hanichina, Kohernak, San Agustin de la Agustin, San Agustin del Isleta, San Antonio de la Isleta, Shiahwibak, Siwhipa, Tewagi'i, Tshijahwihpa, Tshya-ui-pa, Tsiqwebege'ongwi, Tuei, Ysleta.
Identifikacijski broj Informacijskog sustava zemljopisnih imena (GNIS-a) je 928740.
U blizini, na 34°54′31″N 106°41′30″W, nalazi se povijesni okrug SAD, Pueblo of Isleta koji je od 5. rujna 1975. u Nacionalnom registru povijesnih mjesta SAD pod brojem 75001162, na cesti br. 85. Površine je 63 hektara, sagrađen 1613. godine. Druga važna građevina u blizini je misija San Agustín de la Isleta i postaja prigradske željeznice Isleta Pueblo.

## Zemljopis
Nalazi se na 34°54′25″N 106°40′51″W / 34.90694°N 106.68083°W.
Tanoanski je pueblo osnovan u 14. stoljeću. Nalazi se usred središnjeg dijela doline Rio Grandea, 21 km južno od Albuquerquea. Tik je do i istočno od glavnog dijela Laguna Puebla. Pueblo je građen u nožolikom grebenu lave koji prolazi preko drevnog kanala Rio Grandea.